# 新奧加廖沃
新奧加廖沃（羅馬化：Novo-Ogaryovo）是一座19世紀建立，座落於俄羅斯莫斯科州奧金措夫斯基區烏索沃村附近的英式莊園，位於莫斯科環城公路沿盧布沃-烏斯彭斯科高速公路10公里處。
新奧加廖沃自2000年普京擔任總統以來一直是俄羅斯總統其中一處官邸。然而，在普京第二次任期內，其於新奧加廖沃度過越來越多的時間，以至於新奧加廖沃被非正式地稱為俄羅斯總統事實上的住所。2008年-2012年，普京擔任俄羅斯總理仍居住於此，並從2012年普京第三次總統任期開始時再次成為俄羅斯總統官邸。新奧加廖沃對外來者關閉，並且不進行導覽。這個住所位於盧布沃-烏斯彭斯科高速公路和莫斯科河之間的森林裡。由聯邦警衛局進行保護。莊園被高度在3到6米之間由石塊建成的圍牆所包圍，並且在整個周邊都安裝了監視攝像頭。儘管住所的確切位置是公開，但是俄羅斯聯邦安全局限制訪客對其的地理定位。

## 歷史
這座莊園的主建築是在19世紀由其所有者謝爾蓋·亞歷山德羅維奇大公下令建造。這座大公的莊園是以英國哥德式風格建造的，其主城堡的外觀與蘇格蘭的相似，而且城堡周圍還有一個按照最佳英國傳統風格建造的公園。
而官邸則位於莊園中，是在1950年代上半葉由蘇聯共產黨領導人格奧爾基·馬林科夫下令建立的。他根據他建築師女兒的設計，對莊園進行了重建，但他並未有機會在那裡居住。從1955年開始，該處被用作接待官方外國政府代表團的賓館，並作為蘇聯共產黨中央委員會的郊區接待所。

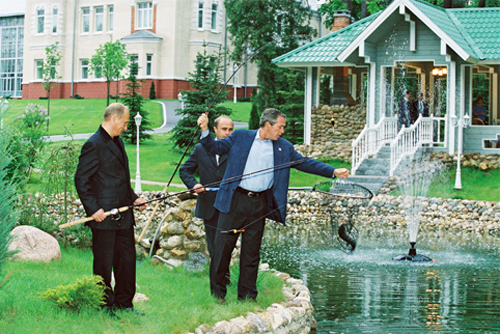
2002年，普京與美國總統小布殊在新奧加廖沃釣魚。

在1990年至1991年間，專家工作組在新奧加廖沃進行工作，並舉行各蘇聯加盟共和國領導人的會議，以準備新的聯盟條約，這被稱為「新奧加廖沃進程」，其目標是以聯邦基礎進行蘇聯的改革。然而，新條約的簽署在1991年8月被國家緊急狀態委員會的行動所破壞。結果，蘇聯作為一個單一的國家在1922年的舊聯盟條約框架下又存在了4個月，並在俄羅斯、烏克蘭和白俄羅斯的領導人和最高蘇維埃的決定下被解散。
自1991年底以來，該莊園和鄰近的圍欄保護區被用作政府官邸，而大部分都未被使用。自2000年以來，普京對其進行翻修，官邸周圍建有6米高的圍牆。2012年10月，普京宣佈他打算在新奧加廖沃工作，以避免前往莫斯科，因為該市交通擁堵，之後普京及其家人一直居住在該官邸。
2008年，普京卸任總統職務時，其根據《關於停止行使權力的俄羅斯總統及其家庭成員的保障》法，選擇終身使用新奧加廖沃官邸。
2020年4月，普京在與莫斯科第40市臨床醫院的主治醫生會面後在新奧加廖沃進行自我隔離，該主治醫生後來檢測出普京2019冠狀病毒病呈陽性。

## 設施

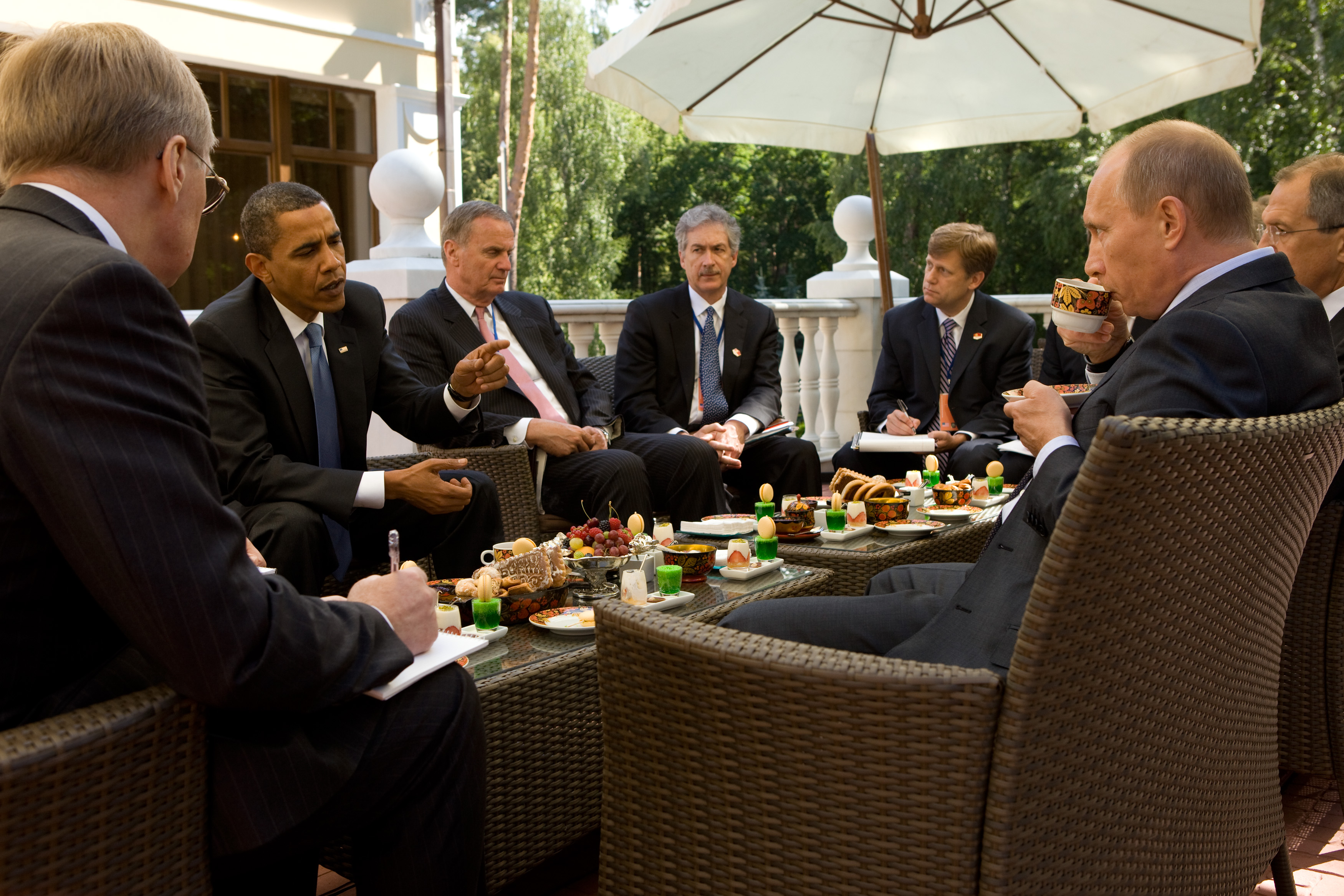
2009年7月7日，美國總統巴拉克·奧巴馬和普京在新奧加廖沃。

根據《共青團真理報》於2008年8月12日刊〈住宅的命運〉一文中提到的數據，這個莊園為普京進行大規模的改建。其中包括一座以德國風格建造的馬廄、游泳池、健身房、住宅區、用於官方接待的房子、帶有電影院的賓館、教堂，以及一個直升機停機坪。該地區還設有溫室和鳥舍。
然而，在2013年12月，普京表示對該官邸的住宅和公共服務質量不滿，他抱怨說，水管中經常流出生鏽的水。2014年秋，出於不明原因，新奧加廖沃周圍大約170公頃的綠地被砍伐，其中包括一部分延伸到住所區域的波杜甚金斯基森林。

## 保安
該官邸不對外開放參觀，外部只能看到其六米高的圍牆。
在社交網絡上，人們可以看到新奧加廖沃官邸的圍牆、會議所在的豪宅、公園、莫斯科河的岸邊，甚至是為客人準備的餐桌的照片。然而，由於安全考慮，聯邦警衛局已經採取措施加強對該地點的訪問管制。因此，聯邦警衛局的工作人員禁止訪客拍攝新奧加廖沃範圍內的公園、舉行總統參與的會議場地、官邸、直升機停機坪，以及抵達的客人車隊。總統保安部門打算禁止使用移動設備，以防止在該地點內記錄地理位置的可能性。

## 另見
- 普京宮